# Carl-Erik Broms
Carl-Erik Broms, född 11 september 1937, är en svensk fäktare.

## Karriär

### Nationellt
I florett tog Broms SM-guld i lagtävlingen 1958 tillsammans med Marc Bygdeman, Anders Nordström-Brunes och Stig Thunell som tävlade för Stockholms Studenters IF. Därefter tävlade han för Föreningen för fäktkonstens främjande. Han tog ytterligare två guld i lagtävlingen i florett: 1963 tillsammans med Jan Lewin, Ulf Lewin och Orwar Lindwall samt 1964 tillsammans med Ulf Lewin, Orwar Lindwall och Peter Voigt. Individuellt tog Broms även SM-guld i florett 1963 och 1966.
I värja tog Broms fem SM-guld i lagtävlingen tävlandes för Föreningen för fäktkonstens främjande. Han tog guld 1964 tillsammans med Carl-Wilhelm Engdahl, Ivar Genesjö, Orwar Lindwall och Dicki Sörensen, 1965 tillsammans med Carl-Wilhelm Engdahl, Ivar Genesjö, Lars-Erik Larsson och Orwar Lindwall, 1967 tillsammans med Carl-Wilhelm Engdahl, Ivar Genesjö, Kaj Rosén och Dicki Sörensen, 1968 tillsammans med Carl-Wilhelm Engdahl, Svante Hovmark, Kaj Rosén och Dicki Sörensen samt 1970 tillsammans med Carl-Wilhelm Engdahl, Kaj Rosén, Henric Rubin och Dicki Sörensen. Individuellt tog Broms även SM-guld i värja 1966.

### Internationellt
Vid VM 1966 i Moskva var Broms en del av Sveriges lag tillsammans med Hans Lagerwall, Lars-Erik Larsson, Jan Skogh och Carl von Essen som tog brons i lagtävlingen i värja. Följande år var han en del av Sveriges lag som slutade på fjärde plats i värja vid VM 1967 i Montréal. Övriga i laget var Rolf Edling, Carl von Essen, Orwar Lindwall och Jan Skogh. Broms tävlade även individuellt i värja vid både VM 1966 och 1967.